# Черных, Александр Михайлович
Александр Михайлович Черных (1895—1964) — советский художник, автор сюжетно-тематических композиций, также портретист и пейзажист.

## Биография
Родился 14 марта 1895 года в селе Рогожино Воронежской губернии (ныне Водопьяновский район Липецкой области) в крестьянской семье.
В 1909—1911 годах обучался в Ростовских художественных (рисовальных) классах у И. С. Богатырева, Ф. С. Гончарова и А. И. Мухина. В 1912—1915 годах учился в Московском училище живописи, ваяния и зодчества у К. А. Коровина, Н. А. Касаткина и А. Е. Архипова. 
В 1915 году был мобилизован в действующую армию, участвовал в Первой мировой войне. После Октябрьской революции служил в Красной Армии. 
Александр Черных был одним из первых инициаторов создания творческой организации художников на Дону. Работал директором (в 1932—1938 годах) и преподавателем (в 1949—1957 годах) в Ростовском художественном училище. В числе его учеников: М. А. Костин, А. И. Лактионов, Н. А. Пономарев, А. Д. Романычев, С. С. Скопцов, В. Ф. Токарев и другие.
Участник выставок с 1928 года. Один из основателей Ростовского отделения Союза художников в 1939 году. Был реперессирован и оправдан.
Умер в 1964 году в Ростове-на-Дону. В газете «Вечерний Ростов» от 18 января 1964 года был размещен некролог.
Памятная доска Черных А. М. установлена в Ростове-на-Дону на доме по проспекту Будённовскому, 98/67, где он жил. В РГАЛИ имеются материалы, относящиеся к художнику.